# Crella gelida
Crella gelida är en svampdjursart som beskrevs av William Lundbeck 1910. Crella gelida ingår i släktet Crella och familjen Crellidae. Inga underarter finns listade i Catalogue of Life.